# Zanderův sál

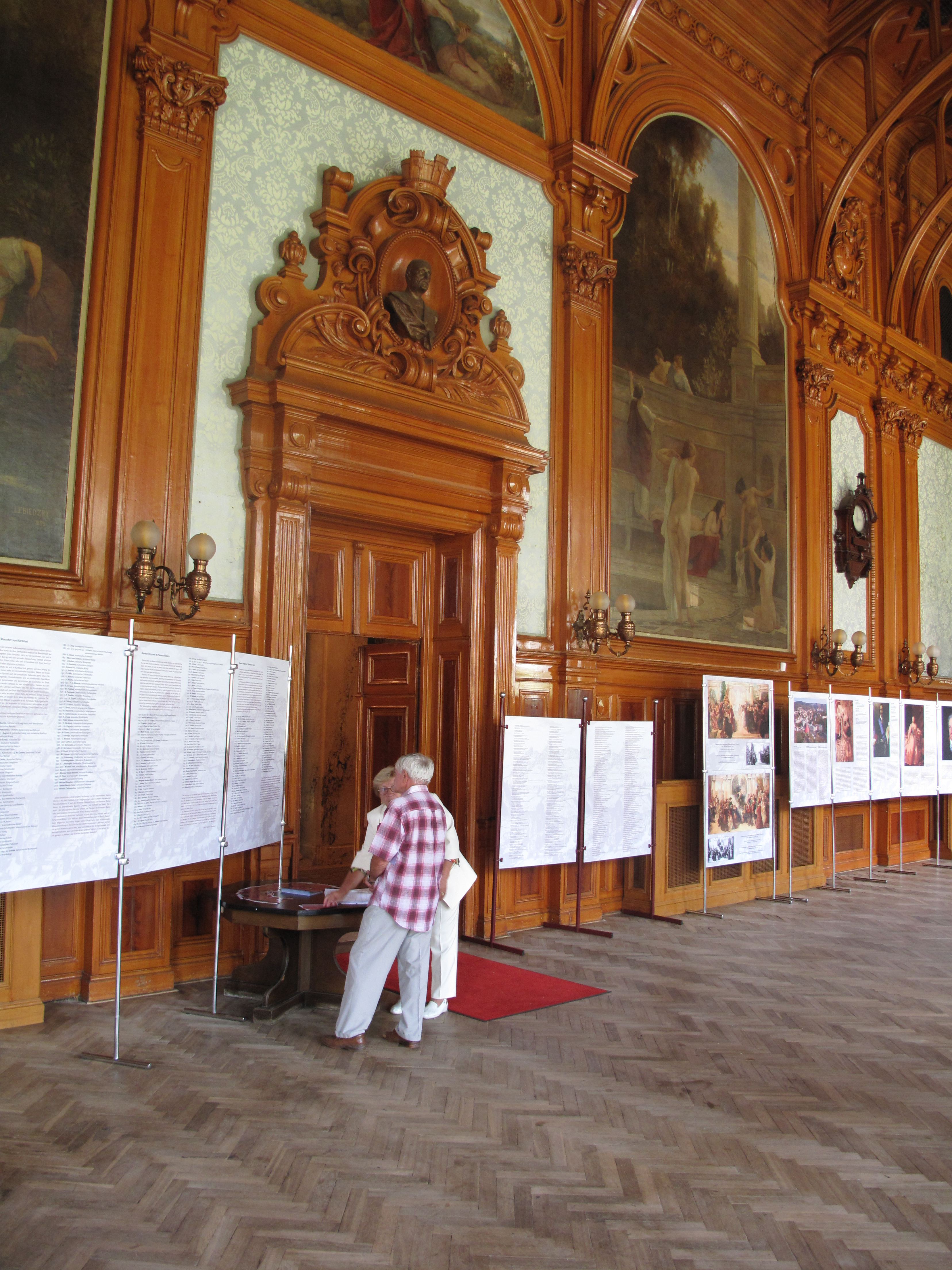
Část sálu

Zanderův sál se nachází v prvním patře Lázní I, v Karlových Varech. Sál je pojmenovaný po švédském doktorovi Gustavu Zanderovi (1835–1920),[zdroj?] protože sál sloužil ke švédské gymnastice. Interiér je vyzdoben dřevěnými řezbami, které slouží jako obklad stěn a stropu, který je nesen ocelovými nosníky v korintském řádu. Nachází se zde pět nástěnných maleb vídeňského malíře Eduarda Lebiedzkeho (1862–1915) oslavujících sport a zdraví.